# Rena (cantora)
Kang Yae-bin (hangul: 강예빈; hanja: 姜艺彬; Gwacheon, 19 de outubro de 1998), mais conhecida na carreira musical por seu nome artístico Rena (hangul: 레나; hanja: 瑞纳), mas agora como Yaebin (hangul: 예빈) , é uma cantora, rapper, compositora e dançarina sul-coreana. Realizou sua estreia no cenário musical em 2017 no grupo feminino Pristin. E em novembro de 2019 estreou no grupo feminino Hinapia.

## Biografia
Rena nasceu sob o nome Kang Yae-bin em 19 de outubro de 1998 em Gwacheon, Gyeonggi, na Coreia do Sul. Rena é fluente em coreano e inglês. Filha única, ela morou por cerca de um ano em Filipinas e recebeu aulas particulares de canto e dança na Dream Vocal Academy. Ela frequentou a Gwacheon Middle School e se formou na School of Performing Arts Seoul.

## Carreira

### 2012–15: Início da carreira
Rena realizou uma audição para a TS Entertainment em 2012, mas acabou sendo desclassificada. No mesmo ano, juntou-se à Pledis Entertainment como uma estagiária.
Em 2014, Rena apareceu como dançarina de fundo no videoclipe "My Copycat", do Orange Caramel. No ano seguinte, Rena realizou uma audição para o Show Me The Money 04, sendo eliminada na segunda rodada preliminar. No mesmo ano, ela apareceu no vídeo musical "Mansae (만세)", lançado pelo grupo Seventeen em 10 de setembro de 2015.

### 2016–18:Produce 101, Pristin e Pristin V
Em 2016, Rena foi uma das estagiárias escolhidas para participar do reality show Produce 101. O programa estreou em 22 de janeiro de 2016 através da emissora Mnet, sendo eliminada no último episódio. No mês seguinte, Rena foi confirmada como integrante do novo grupo feminino da Pledis Entertainment, apelidado de Pledis Girlz. De 14 de maio a 10 de setembro de 2016, o grupo realizou vários concertos para se promover antes de sua estreia. O grupo lançou o single digital de pré-estreia, "We", em 27 de junho.
Em 6 de janeiro de 2017, o Pledis Girlz realizou seu último concerto, intitulado Bye & Hi, anunciando seu nome oficial, "Pristin", uma junção de "prismático" (brilhante e claro) e "elastina" (força impecável). Em 2 de março, a Pledis Entertainment anunciou a estreia oficial de Pristin através de uma imagem promocional. Em 27 de março, o grupo realizou sua estreia oficial, lançando seu extended play, Hi! Pristin, e seu single, "Wee Woo".
Em maio de 2018, Rena foi revelada como parte da formação da primeira subunidade, chamada Pristin V. A unidade estreou em 28 de maio com o lançamento do CD single, Like a V, em conjunto de seu single, "Get It".

### 2019: Fim de Pristin
Em 24 de maio de 2019, foi oficialmente anunciado o fim do Pristin, grupo que Rena fez parte por mais de 2 anos.
No dia 29 de Outubro,foi anunciado que ela junto com outras 3 integrantes do Pristin e uma nova trainee fariam parte do grupo Hinapia da empresa novata RSB. O grupo tem debut marcado para o dia 03 de novembro.

## Composições
| Ano  | Canção          | Artista | Álbum       | Letra     | Letra                                                | Música    | Música |
| Ano  | Canção          | Artista | Álbum       | Creditada | Com                                                  | Creditada | Com    |
| ---- | --------------- | ------- | ----------- | --------- | ---------------------------------------------------- | --------- | ------ |
| 2017 | "Running"       | Pristin | Hi! Pristin | Sim       | Roa, Sungyeon                                        | Não       | —      |
| 2017 | "Black Widow"   | Pristin | Hi! Pristin | Sim       | Sungyeon, Petren Simon Josef Sakaria, Yiva Dimberg   | Não       | —      |
| 2017 | "You're My Boy" | Pristin | Hi! Pristin | Sim       | Nayoung, Roa, Sungyeon, Xiyeon, Kyla, Iggy, Youngbae | Não       | —      |

## Filmografia

### Programas de televisão
| Ano  | Título                | Emissora | Nota(s)                        |
| ---- | --------------------- | -------- | ------------------------------ |
| 2015 | Show Me The Money 04  | Mnet     | Eliminada na rodada preliminar |
| 2016 | Produce 101 Season 01 | Mnet     | Concorrente; episódios 1–10    |

## Videografia

### Videoclipes
| Aparições                    | Aparições | Aparições      |
| Canção                       | Ano       | Artista        |
| ---------------------------- | --------- | -------------- |
| "My Copycat (나처럼 해봐요)" | 2014      | Orange Caramel |
| "Mansae (만세)"              | 2015      | Seventeen      |